# 武田公子
武田 公子（たけだ きみこ、1960年 - ）は、日本の経済学者、金沢大学教授。

## 論文
- <武田公子